# Johnny Oduya
Johnny Oduya (* 1. října 1981, Stockholm, Švédsko) je bývalý švédský hokejový obránce naposledy hrající v týmu Philadelphia Flyers v severoamerické lize (NHL). Byl součástí týmu Chicaga Blackhawks v letech 2013 a 2015, kdy dvakrát získal s týmem Stanley Cup.

## Hráčská kariéra

### Amatérská a juniorská kariéra
Jeho mateřským klubem ve Švédsku je Hammarby IF, kde s hokejem začínal. V roce 2000 vybojoval mezi juniory s týmem 2. místo. Na sezonu 2000-01 si odskočil do zámoří, kde v QMJHL hrál za Victoriaville a pak za Mocton.

### Profesionální kariéra
Ve vstupním draftu NHL v roce 2001 si ho vybral Washington v 7. kole (celkově jako 221. hráče), ale Oduya se vrátil do mateřského klubu, za který hrál 2. nejvyšší švédskou soutěž.
V sezoně 2002-03 se se 162 trestnými minutami stal nejtrestanějším hráčem ligy. Další 2 sezony pak již hrál nejvyšší švédskou soutěž Elitserien v barvách Djurgardenu a hned první sezonu se stal se 139 TM nejtrestanějším hráčem ligy. Jelikož před sezonou 2005-06 neuspěl v kempu Washingtonu vrátil se do Švédska, kde hrál za Frolundu.
Nakonec se smlouvy s týmem NHL dočkal, když 25. července 2006 podepsal jako volný hráč roční smlouvu s New Jersey. K prvnímu utkání nastoupil 6. října 2006 v Carolině. První bod si připsal po měsíci, 9. listopadu, proti Chicagu a do konce roku se dočkal i svého prvního gólu, 19. prosince, do sítě Atlanty. V nováčkovské sezoně celkem odehrál 76 utkání (o zbylá ho připravilo zranění) a nasbíral 11 bodů (2+9). Odehrál také 1. kolo playoff proti Tampě Bay.
Ve své 2. sezoně se zlepšil na 26 bodů (6+20) a byl 2. nejproduktivnější bek týmu a nejlepší střelec mezi obránci Devils. Vedl tým ve statistice +/- s +27 body, což je doposud jeho nejlepší výkon.
V sezoně 2008–2009 odehrál všech 82 utkání základní části a vytvořil si osobní maxima v gólech (7), asistencích (22) i bodech (29). Opět byl 2. nejproduktivnějším obráncem týmu a nejlepším střelcem mezi obránci Devils.
Sezonu 2009–2010 zahájil opět v dresu New Jersey, ale polovině sezony se stal součástí megavýměny Ilji Kovalčuka. 4. února 2010 byl vyměněn do Atlanty s Niclasem Bergforsem, Patricem Cormierem, 1. kolem draftu 2010 (později vyměněno do Chicaga, které si vybralo Kevina Hayese) a 2. kolo draftu 2010 (později vyměněno do Chicaga, které si vybralo Justina Holla) za Ilyu Kovalchuka, Anssiho Salmelu 2. kolo draftu 2010 (Jonathon Merrill).
Během léta 2012 se tým Atlanta Thrashers přestěhoval a přeměnil na Winnipeg Jets a tak i Oduya změnil působiště. A znovu změnil působiště v sezoně, když ho Jets vyměnili ho 27. února 2012 do Chicaga za 2. a 3. kolo draftu 2013. 29. května 2012 s ním Blackhawks prodloužili smlouvu o 3 roky s cap hitem 3 383 333 dolarů.
Během výluky v sezoně 2012-2013 si zahrál na charitativním turnaji v Thajsku, jinak pouze trénoval. V základní části nasbíral 12 bodů (3+9) v 48 zápasech a v jejím závěru zaznamenal 500. zápas v NHL (6. dubna 2013 v Nashvillu). V playoff se dostal do vynikající formy a patřil k nejlepším hráčům Blackhawks. Byl na ledě u vítězného gólu, který zajistil Blackhawks Stanley Cup, když jeho střelu tečoval Frolík na tyčku a Bolland puk dorazil do sítě 59 sekund před koncem 3. třetiny 6. finálového zápasu v Bostonu.
V sezoně 2013-2014 nasbíral 16 bodů (3+13) v 77 zápasech. Byl třetí v klubu se 114 zblokovanými střelami. V playoff při cestě Blackhawks do finále konference přidal 7 bodů (2+5) v 19 zápasech.

## Klubové statistiky
| Sezona     | Klub                 | Soutěž     | Základní část | Základní část | Základní část | Základní část | Základní část | Play off | Play off | Play off | Play off | Play off |
| Sezona     | Klub                 | Soutěž     | Z             | G             | A             | B             | TM            | Z        | G        | A        | B        | TM       |
| ---------- | -------------------- | ---------- | ------------- | ------------- | ------------- | ------------- | ------------- | -------- | -------- | -------- | -------- | -------- |
| 1999–00    | Hammarby IF          | U20        | 32            | 3             | 18            | 21            | 48            | 6        | 1        | 2        | 3        | 4        |
| 1999–00    | Hammarby IF          | HA         | 1             | 0             | 0             | 0             | 0             | 1        | 0        | 0        | 0        | 0        |
| 2000–01    | Moncton Wildcats     | QMJHL      | 44            | 11            | 38            | 49            | 147           | —        | —        | —        | —        | —        |
| 2000–01    | Victoriaville Tigres | QMJHL      | 24            | 3             | 16            | 19            | 112           | 13       | 4        | 9        | 13       | 10       |
| 2001–02    | Hammarby IF          | HA         | 46            | 11            | 14            | 25            | 66            | 2        | 1        | 0        | 1        | 4        |
| 2002–03    | Hammarby IF          | HA         | 38            | 8             | 20            | 28            | 162           | 10       | 7        | 5        | 12       | 38       |
| 2003–04    | Djurgårdens IF       | SEL        | 42            | 4             | 4             | 8             | 173           | 4        | 0        | 0        | 0        | 6        |
| 2004–05    | Djurgårdens IF       | SEL        | 49            | 2             | 4             | 6             | 139           | 12       | 0        | 2        | 2        | 39       |
| 2005–06    | Frölunda HC          | SEL        | 47            | 8             | 11            | 19            | 95            | 17       | 1        | 2        | 3        | 16       |
| 2006–07    | New Jersey Devils    | NHL        | 76            | 2             | 9             | 11            | 61            | 6        | 0        | 1        | 1        | 6        |
| 2007–08    | New Jersey Devils    | NHL        | 75            | 6             | 20            | 26            | 46            | 5        | 0        | 1        | 1        | 6        |
| 2008–09    | New Jersey Devils    | NHL        | 82            | 7             | 22            | 29            | 30            | 7        | 0        | 0        | 0        | 2        |
| 2009–10    | New Jersey Devils    | NHL        | 40            | 2             | 2             | 4             | 18            | —        | —        | —        | —        | —        |
| 2009–10    | Atlanta Thrashers    | NHL        | 27            | 1             | 8             | 9             | 12            | —        | —        | —        | —        | —        |
| 2010–11    | Atlanta Thrashers    | NHL        | 82            | 2             | 15            | 17            | 22            | —        | —        | —        | —        | —        |
| 2011–12    | Winnipeg Jets        | NHL        | 63            | 2             | 11            | 13            | 33            | —        | —        | —        | —        | —        |
| 2011–12    | Chicago Blackhawks   | NHL        | 18            | 1             | 4             | 5             | 0             | 6        | 0        | 3        | 3        | 0        |
| 2012–13    | Chicago Blackhawks   | NHL        | 48            | 3             | 9             | 12            | 10            | 23       | 3        | 5        | 8        | 16       |
| 2013–14    | Chicago Blackhawks   | NHL        | 77            | 3             | 13            | 16            | 38            | 19       | 2        | 5        | 7        | 8        |
| 2014–15    | Chicago Blackhawks   | NHL        | 76            | 2             | 8             | 10            | 26            | 23       | 0        | 5        | 5        | 6        |
| 2015–16    | Dallas Stars         | NHL        | 82            | 4             | 17            | 21            | 26            | 13       | 1        | 2        | 3        | 2        |
| 2016–17    | Dallas Stars         | NHL        | 37            | 1             | 6             | 7             | 10            | —        | —        | —        | —        | —        |
| 2016–17    | Chicago Blackhawks   | NHL        | 15            | 1             | 1             | 2             | 8             | 4        | 0        | 0        | 0        | 0        |
| 2017–18    | Ottawa Senators      | NHL        | 51            | 4             | 4             | 8             | 32            | —        | —        | —        | —        | —        |
| 2017–18    | Philadelphia Flyers  | NHL        | 1             | 0             | 0             | 0             | 0             | —        | —        | —        | —        | —        |
| NHL celkem | NHL celkem           | NHL celkem | 850           | 41            | 149           | 190           | 372           | 106      | 6        | 22       | 28       | 46       |

### Reprezentační statistiky
| 2009 | Švédsko | MS | 5 | 3 | 1 | 4 | 2  |
| 2010 | Švédsko | OH | 4 | 0 | 0 | 0 | 12 |
| 2014 | Švédsko | OH | 6 | 0 | 1 | 1 | 0  |